# West Sussex
Il West Sussex (pronuncia [wɛst ˈsʌsɨks]) è una contea sulla costa sud-orientale dell'Inghilterra, confinante con le contee dell'East Sussex, Hampshire e Surrey. Il capoluogo è la città di Chichester (che dà il nome anche all'omonimo distretto amministrativo).

## Geografia fisica

### Morfologia
Il West Sussex è una regione morfologicamente pianeggiante con modesti rilievi collinari, quali le South Downs, una successione di colline calcaree, con orientazione nordovest-sudest, che rappresentano il margine meridionale dell'anticlinale del Weald. L'elevazione maggiore è la collina arenacea di Black Down (280 m).

### Geologia
Dal punto di vista geologico, la litologia superficiale del West Sussex è rappresentata da formazioni di ambiente marino epicontinentale, ovvero derivanti dalla litificazione di sedimenti a granulometria medio fine deposti in ambiente marino poco profondo (di Piattaforma Continentale), di età compresa fra il Cretacico Inferiore e Cretacico Superiore.
La stratigrafia di questi depositi vede (dal basso verso l'alto) un orizzonte costituito da termini pelitici (Argille del Weald e Argille di Gault), che rappresentano i sedimenti fini depositati più lontano dalla costa, con al tetto delle arenarie quarzose e, sopra di queste, calcari organogeni a grana fine, friabili, di colore bianco (Chalk).
Le arenarie rappresentano i sedimenti costieri del paleoambiente e costituiscono, con le formazioni argillose, una unità litostratigrafica chiamata Wealden.
I calcari sono di origine organica e sono costituiti da minutissimi frammenti di gusci di molluschi marini.
Questi strati rocciosi vengono corrugati e sollevati durante l'orogenesi alpina (Eocene Superiore) costituendo la struttura tettonica dell'anticlinale del Weald, con orientazione nordovest-sudest. Questa piega viene erosa successivamente lungo l'asse, lasciando scoperti i termini più antichi arenaceo-argillosi (prevalenti nel Kent e nell'East Sussex).
A nord e a sud rimangono ancora preservati i termini calcarei che costituiscono due serie di rilievi collinari (le South Downs precedentemente citate e le North Downs nel Hampshire e Surrey)

## Suddivisioni
|  | 1. Worthing 2. Arun 3. Chichester 4. Horsham 5. Crawley 6. Mid Sussex 7. Adur |

## Storia
La regione del West Sussex fece parte, tra il VI e X secolo, del Regno del Sussex, uno degli stati sassoni della cosiddetta eptarchia, i sette regni precedenti l'unificazione del Regno di Inghilterra iniziata sotto Edoardo il Vecchio.
La storica contea del Sussex era suddivisa in East (orientale) e West (occidentale) fin dal XII secolo d.C. ed ottenne due consigli di contea separati nel 1888, ma rimase una singola contea cerimoniale fino al 1974, con l'entrata in vigore della Legge sul governo locale del 1972. Nello stesso anno venne incorporato il distretto del Mid Sussex (precedentemente parte della contea dell'East Sussex) in cui vennero incluse anche le città di Burgess Hill, Haywards Heath e East Grinstead.

## Economia
Storicamente agricola con un'importante industria di estrazione del ferro nel periodo medioevale, l'economia odierna dell West Sussex è prevalentemente terziaria (in modo significativo turistica) e industriale.

## Monumenti e luoghi d'interesse
- Aeroporto di Londra-Gatwick
- Amberley Working Museum - museo all'aria aperta di Amberly che esibisce reperti del ricco passato industriale del sud-est dell'Inghilterra.
- Arundel Castle - castello edificato a partire dal regno di Edoardo il Confessore.
- Bluebell Railway - ferrovia storica con una ricca collezione di locomotive a vapore.
- Bosham Church
- Christ's Hospital (chiamata anche Bluecoat School) - scuola privata a Horsham.
- Cissbury Ring e Chanctonbury Ring - fortificazioni dell'età del ferro nelle South Downs
- Fishbourne Roman Palace - rovine di una villa romana scoperta nel 1960.
- Galleria d'arte moderna Pallant, su pallant.org.uk.
- Goodwood House - residenza di campagna del duca di Richmond.
- Horsham, St. Hugh's Charterhouse - l'unica certosa superstite delle 12 presenti nelle Isole Britanniche prima della Riforma.
- Lancing College - scuola privata
- Mulino a vento a Barnham
- Mulino a vento a High Salvington
- Petworth House - residenza del XVII secolo.
- Queen Victoria Hospital - ospedale a East Grinstea che fu all'avanguardia nella cura delle bruciature durante la seconda guerra mondiale.
- Riserva naturale di Arundel
- Selsey Bill - Promontorio della costa
- Shoreham Airport - il più vecchio aeroporto al mondo in funzione ininterrottamente.
- South Downs Way - sentiero di circa 160 km nelle South Downs.
- Stansted Park - residenza di campagna nei pressi di Chichester costruita a partire dal 1750.
- St Margaret's Church - chiesa anglo-sassone dell'XI secolo a West Hoathly
- St Mary's Church, chiesa anglo-sassone dell'XI secolo a Sompting
- St Swithuns Church, chiesa di East Grinstead
- Uppark - residenza signorile del XVII secolo.
- Villa romana nei pressi del villaggio di Bignor, che conserva i mosaici romani meglio preservati in Inghilterra.
- Wakehurst Place Gardini - giardini e boschi di proprietà del National Trust.
- Weald and Downland Open Air Museum of Historic Buildings - museo a cielo aperto a Singleton che esibisce 50 edifici in stili diversi dal XIII al XIX secolo.
- Worth Church - chiesa del X secolo a Worth
- Worthing Museum and Art Gallery - museo dell'abbigliamento storico e dell'industria tessile.
- Worth School - importante collegio cattolico indipendente fondato nel 1933.